# Quatuor Akhtamar
Le quatuor Akhtamar est un quatuor à cordes classique à la signature arménienne, basé à Bruxelles et fondé en 2014.

## Nom
Créé à Bruxelles en 2014, Akhtamar est le nom du quatuor à cordes, en référence aux miniatures arméniennes de Komitas/Aslamazyan que l’ensemble interprète depuis sa création, et qu’il a choisi comme signature.

## Membres
- Premier violon : Coline Alecian
- Second violon : Jennifer Pio
- Alto : Cléo Dahan
- Violoncelle : Cyril Simon

### Anciens Membres
- Astrid Wauters (Violoncelle, jusque 2019)
- Ondine Simon (Alto, jusque 2024)

## Activités
Depuis sa création, le quatuor à cordes Akhtamar a pour objectif d'amener la musique classique à toutes et tous. Son nom provient de la légende arménienne d’Akhtamar : « La princesse Tamar vivait sur une île au milieu du lac Van, que son soupirant rejoignait chaque nuit à la nage, guidé par la lumière qu’elle allumait. Jusqu’au soir où son père la surprit, brisa la lampe et provoqua la noyade du jeune homme. Lequel, en sombrant, aurait crié « Ahk Tamar », Oh ! Tamar… ».

### Concerts et spectacles
Le quatuor est régulièrement sollicité pour des concerts dans des festivals tels que le Festival Radio France Montpellier, Concertgebouw de Bruges, le festival van Vlaanderen, Voix Intimes, Quatuor à l’Ouest, Midis-Minimes, Musicancy, le festival du Vigan, les Nuits Musicales de Corps ou le festival MonteLéon. 
L'ensemble joue également dans de nombreux pays comme l'Italie, Suisse, Autriche, Allemagne, dans les pays baltes, le Brésil et effectue une tournée Arménie en juin 2021. Cette dernière s'inscrit dans le cadre d'un projet solidaire où chaque concert est gratuit afin d'assurer un accès à tous. 
En parallèle des différents concerts, le quatuor crée plusieurs spectacles originaux, programmés dans lieux variés (institutions psychiatriques, écoles, hôpitaux) pour faire découvrir un répertoire classique de qualité au public le plus large. Ces activités sont primées, Les Faiseurs de Rêves, spectacle jeune public, et Freestyle Classics (création mêlant danse hip hop et quatuor à cordes) étant lauréats des YAM awards (Jeunesses Musicales Internationales), respectivement en 2021 et 2023,.
De cet élan naissent plusieurs projets solidaires qui reçoivent des soutiens : Music 4 Armenia, tournée de vingt concerts gratuits en Arménie après la guerre d’automne 2020; Sur la Corde du Rêve, série de concerts et spectacles destinés aux patients des hôpitaux psychiatriques en Belgique, organisés en collaboration avec les équipes soignantes et Music 4 Lebanon  en septembre 2022.
Le Quatuor Akhtamar est l’un des ensembles de ProQuartet avant d’intégrer l’ECMA (European Chamber Music Academy). Il est reçu à l’Institut Joseph Haydn de l’Université de Musique de Vienne pour s'y perfectionner de 2019 à 2021,[source secondaire souhaitée].

### Albums
La culture arménienne est au centre de leur premier disque en 2020, légende arménienne, enregistré au Concertgebouw de Bruges sous le label Cypres. L'album comporte les miniatures arméniennes de Komitas et d’Un quatuor arménien de Eugénie Alécian. Ce choix est inspiré directement par les racines familiales de Coline Alécian, la première violon du quatuor, comme elle l'explique lors d'une interview pour le magazine Larsen : « Mon grand-père, violoncelliste arménien, avait participé en France au premier enregistrement des miniatures du Père Komitas. Cette œuvre m’a toujours accompagnée. Lorsque nous avons lancé le quatuor, j’ai proposé cette musique magnifique mais peu connue, et mes partenaires ont tout de suite accepté. ». Régulièrement diffusé sur les grandes radios nationales (Musiq3 en Belgique, France Musique ou encore SWR2 en Allemagne), légende arménienne remporte quatre étoiles dans les prestigieux BBC Music Magazine et Classica Magazine, quatre diapasons du magazine éponyme, la médaille d’argent aux Global Music Awards et est l’un des cinq nommés dans la catégorie Musique Classique aux Octaves de la Musique 2021,. 
En 2023, le quatuor sort un deuxième album enluminures, toujours sur le label Cypres. La création contemporaine a une place à part entière dans le répertoire du quatuor. Plusieurs compositeurs et compositrices ont fait appel à l’ensemble pour créer ou enregistrer leurs œuvres, notamment Roger Boutry, Eugénie Alécian, Jan Kuijken et Judith Adler de Oliveira[réf. souhaitée],.

## Distinctions et récompenses
Akhtamar est l’un des six quatuors sélectionnés pour le Tremplin Jeunes Quatuors de la Philharmonie de Paris dès 2016 et remporte le deuxième prix au concours du Festival Musiq’3 en Belgique la même année. En 2021 le troisième prix du Concours international Johannes-Brahms (en) lui est décerné.

### Liste des distinctions
- Deuxième prix au concours du Festival Musiq’3 en Belgique (2016)[15]
- Troisième prix du Concours international Johannes-Brahms (en) (2021)[14]

## Discographie
- légende arménienne (2020, Cypres, CYP1681) : Komitas, Miniatures et Eugénie Alécian, Un quatuor arménien
- enluminures (2023, Cypres, CYP1684) : Debussy, quatuor op.10 et Judith Adler de Oliveira, "Enluminures"